# グラントソントン・インターナショナル
グラントソントン・インターナショナル（Grant Thornton International Ltd）は、ロンドンを本部とする世界第6位の会計事務所である。

## 沿革
前身は、1904年にイングランドのオックスフォードにて設立されたソントン・アンド・ソントン（Thornton & Thornton）及び1924年にアメリカ合衆国のシカゴにて設立されたアレクサンダー・グラント&カンパニー（Alexander Grant & Co.）である。ソントン・アンド・ソントンはモーリス自動車を主要クライアントとし国際的な監査業務を提供。戦後にはイギリス内の他ファームと相次いで合併している。アレクサンダー・グラントは当時26歳であったアーンスト・アンド・アーンストのシニア会計士が独立起業したものであり、アメリカの中堅企業を主な顧客としていた。
ソントン・アンド・ソントンとアレクサンダー・グラントは1979年に合併し、グラントソントン・インターナショナルを形成。その後アメリカ・イギリスの両メンバーファームは1986年にグラントソントンへと改称した。2008年に現在のコーポレートアイデンティティ及びロゴを採用し、2012年に"An instinct for growth"というキャッチフレーズを採用している。
2015年時点で130地域に事務所を有し、4万2千人以上の従業員が属する。2015年における収益割合は、アメリカ地方（46%）・ヨーロッパ地方（38%）・アジア太平洋地方（12%）・アフリカ地方（2%）・中東地方（1%）・CIS（1%）の順となっている。

## 業務
以下の5つのサービスラインで構成されている。2015年における収益割合を付記。
- 保証業務（Assurance） - 42%
- 税務業務（Tax） - 21%
- アドバイザリー業務（Advisory） - 29%
- アウトソーシング業務（Outsourcing） - 6%
- その他（Other） - 2%

## 日本における活動
日本においては準大手の太陽有限責任監査法人（Grant Thornton Taiyo LLC）がメンバーファームとして加盟し監査業務を提供する。太陽はかつて東陽監査法人に次ぐ国内6位の規模であったが、2013年（平成25年）に中堅の霞が関監査法人を吸収して以降は4大監査法人に次ぐ国内5位の規模を維持している。
当初グラントソントンは新和監査法人（現在の有限責任あずさ監査法人の母体の一つ）と提携していた。新和は後にBDOインターナショナルとも提携したため二重提携となっていたが、当時は日本企業の海外進出が少なく、逆に外資系企業の日本進出が多かったため複数の海外提携先を抱えても問題は生じなかったと言われる。更に新和監査法人が監査法人朝日会計社と合併した後の監査法人朝日新和会計社は、アーサー・ヤング（後にアーンスト・アンド・ヤング）を加え三重提携の状態であった。しかし朝日新和が1993年（平成5年）に提携先をアーサー・アンダーセンに変更すると、重複提携を認めないアンダーセンの方針からBDO・グラントソントンとの提携は解消された。その後グラントソントンは、1994年（平成6年）10月に国内提携先を元（げん）監査法人へ移した。元監査法人は1999年（平成11年）にアクタス監査法人と合併、そして2006年（平成18年）には太陽監査法人と合併し現在に至っている。
また、コンサルティング業務を提供するメンバーファームとして太陽グラントソントン株式会社が加盟している。こちらは1971年（昭和46年）1月設立の株式会社海外投資コンサルティングサービスグループ（後に新光経営サービス株式会社へ名称変更）及び1980年（昭和55年）12月設立のアカウンティングサービス株式会社（後に元マネージメントサービス株式会社へ名称変更）を母体としており、監査法人の系列とは異なる独自の経緯を辿っている。元マネージメントサービスは1988年（昭和63年）にグラントソントンへ加盟、1999年（平成11年）に新光経営サービスと合併し新光マネージメントサービス株式会社となる。2014年（平成26年）に現在の社名へ変更している。
他に以下のメンバーファームが存在する。
- 税務業務 - 太陽グラントソントン税理士法人、2002年（平成14年）4月設立。
- アドバイザリー業務 - 太陽グラントソントン・アドバイザーズ株式会社、2008年（平成20年）1月設立。
- 労務・社会保険サービス - 太陽グラントソントン社会保険労務士法人、2012年（平成24年）12月設立。
- 会計アウトソーシング業務 - 太陽グラントソントン・アカウンティングサービス株式会社、2015年（平成27年）11月設立。

太陽有限責任監査法人による2018年（平成30年）7月の優成監査法人吸収合併に際しては、優成監査法人と設立時より兄弟関係にあった税理士法人山田&パートナーズがメンバーファームへ加盟。その後2019年（平成31年）2月には、コンサル部門で兄弟関係にあった山田コンサルティンググループ（JASDAQ上場）も業務提携の枠組みへ加わった。